# Municipio Jiménez (Lara)
Jiménez es uno de los 9 municipios que conforman el Estado Lara, Venezuela se encuentra en el centro del Estado rodeado al norte por el Municipio Torres, al sur por el Municipio Andrés Eloy Blanco, al este limita con el Municipio Iribarren y al oeste con el Municipio Morán. Tiene por capital la ciudad de Quíbor. El Municipio Jiménez tiene una superficie de 768 km² y una población de 110.872 (censo 2011). Forma parte de la Gran Barquisimeto. Está dividido en 8 parroquias: Coronel Mariano Peraza, Cuara, Diego de Lozada, José Berardo Dorante, Juan Bautista Rodríguez, Paraíso de San José, San Miguel y Tintorero.

## Historia
El valle donde se asienta Quíbor fue una zona habitada por la Etnia Achagua, que desarrolló un sistema de regadío hacia esas tierras secas y semidesérticas.
La ermita de Nuestra Señora de Altagracia se terminó de construir en 1810. Compuesta de una sola nave, posee una torre con campanario. Cada tercer viernes de enero es el centro de las festividades en honor a Nuestra Señora de Altagracia. 
Tintorero es un importante centro de tejido artesanal, que debe su nombre a la tinta usada para pintar los hilos utilizados en la manufactura de manteles, tapetes y hamacas, que son el sustento de sus pobladores desde la época colonial. 
El héroe epónimo es José Florencio Jiménez, militar venezolano, oficial del ejército de Venezuela durante la Guerra de Independencia.

## Geografía
Geográficamente está dividido en dos zonas, la andina con un clima frío y la zona del valle de Quibor con temperaturas mucho más calientes de hasta 38 °C a razón de tener a un costado la depresión Barquisimeto-Carora que va despuntando hacia la sierra del estado Falcón. La economía del municipio es esencialmente es agrícola y artesanal, esta cosas de la vidaregión en su agricultura es una de las más competitivas a nivel nacional en la producción de cebolla, tomate y pimentón, y en cuanto a la actividad artesanal decorativa y utilitaria que se elabora en todo su territorio se ubica en una zona muy favorable a nivel continental.

### Organización parroquial
| Parroquia               | Superficie | Población    | Densidad        |
| ----------------------- | ---------- | ------------ | --------------- |
| Cuara                   | km²        | hab.         | hab./km²        |
| Diego de Lozada         | km²        | hab.         | hab./km²        |
| José Bernardo Dorante   | km²        | hab.         | hab./km²        |
| Juan Bautista Rodríguez | km²        | hab.         | hab./km²        |
| Mariano Peraza          | km²        | hab.         | hab./km²        |
| Paraíso de San José     | km²        | hab.         | hab./km²        |
| San Miguel              | km²        | hab.         | hab./km²        |
| Tintorero               | km²        | hab.         | hab./km²        |
| Municipio Jiménez       | 768 km²    | 107.536 hab. | 140,02 hab./km² |

## Símbolos

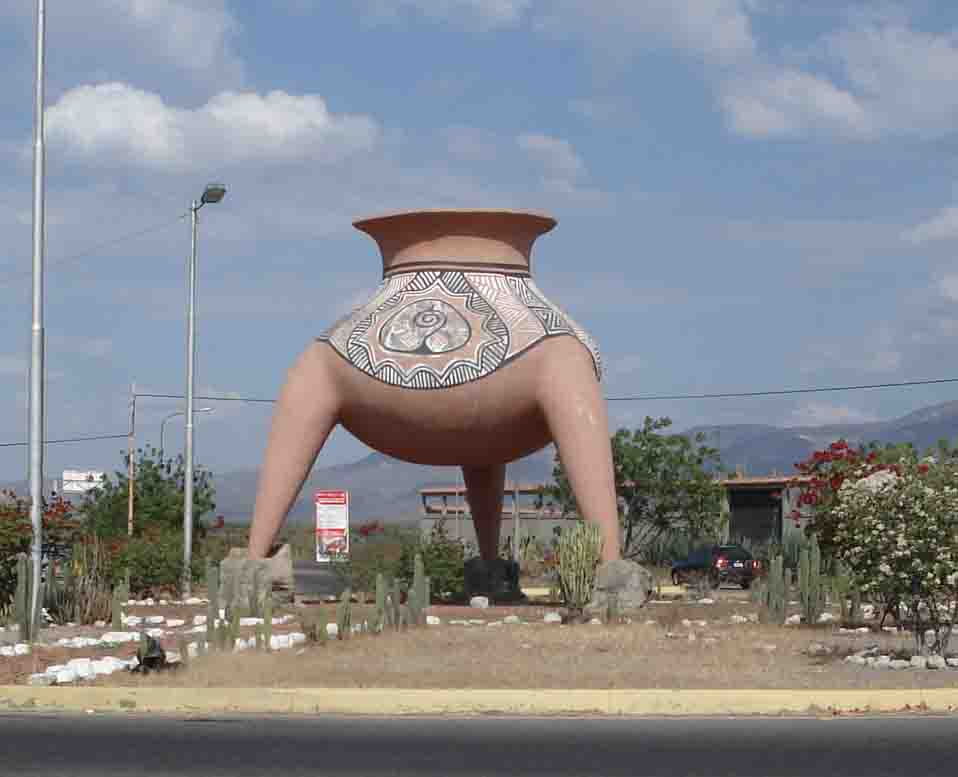
Trípode de Quíbor

### Naturales
El trípode es una escultura simbólica de la vocación artesanal de la entidad. Representa una vasija de tres patas de la época prehispánica, con una altura de 5 metros y motivos decorativos de diversas formas geométricas.

## Política y gobierno

### Alcaldes
| Período     | Alcalde              | Partido político / Alianza | % de votos | Notas |
| ----------- | -------------------- | -------------------------- | ---------- | --- |
| 1989 - 1992 | Antonio Gil Landaeta | COPEI                      | 40,37      | Primer alcalde bajo elecciones directas |
| 1992 - 1995 | Antonio Gil Landaeta | COPEI                      | 45,03      | Reelecto |
| 1995 - 2000 | Manuel Díaz          | AD                         | -          | Segundo alcalde bajo elecciones directas (se realizaron elecciones generales adelantadas en el 2000 debido a la aprobación de la Constitución de 1999) |
| 2000 - 2004 | Manuel Díaz          | AD                         | 48,36      | Reelecto |
| 2004 - 2008 | Luis Plaza           | MVR                        | 72,96      | Tercer alcalde bajo elecciones directas |
| 2008 - 2013 | Luis Plaza           | PSUV                       | 29,42      | Reelecto (Se postergan 1 año las elecciones municipales pautadas para finales del 2012)                                                                |
| 2013 - 2017 | José Gregorio Martín | MUD                        | 39,28      | Cuarto alcalde bajo elecciones directas |
| 2017 - 2021 | Orlando Miranda      | PSUV                       | 80,62      | Quinto alcalde bajo elecciones directas |
| 2021 - 2025 | Carmen Silva         | PSUV                       | 39,32      | Sexto alcalde bajo elecciones directas |

### Concejo municipal
Período 1989 - 1992
| Concejales:           | Partido político / Alianza |
| --------------------- | -------------------------- |
| Jesús María Hernández | COPEI                      |
| Antonio Ramos         | COPEI                      |
| Manuel Marín          | COPEI                      |
| Norka de Torres       | COPEI                      |
| Omar Enrique Mendoza  | AD                         |
| José Francisco Silva  | AD                         |
| Juan Balza            | AD                         |
| Salvador Azuaje       | MAS                        |
| Gonzalo Valles        | MAS                        |

Período 1992 - 1995
| Concejales:          | Partido político / Alianza |
| -------------------- | -------------------------- |
| Jesús Hernández      | COPEI                      |
| Migdalia Escalona    | COPEI                      |
| Pedro Mujica         | COPEI                      |
| Arturo Jiménez       | COPEI                      |
| José Francisco Silva | AD                         |
| Manuel Díaz          | AD                         |
| Leslie Tovar         | AD                         |
| Irminia Pacheco      | AD                         |
| Olga Salazar         | MAS                        |

Periodo 1995 - 2000
| Concejales:          | Partido político / Alianza |
| -------------------- | -------------------------- |
| Leslie Tovas         | AD                         |
| Irminia Pacheco      | AD                         |
| Ramon Anibal Herrera | AD                         |
| Neptali Mendoza      | AD                         |
| Antonio Landaeta     | AD                         |
| José Francisco Silva | AD                         |
| Carlos Linares       | COPEI                      |
| Oswaldo Jiménez      | MAS                        |
| Migdalia Escalona    | CONVERGENCIA               |

Período 2013 - 2018
| Concejales       | Partido político / Alianza |
| ---------------- | -------------------------- |
| Yusmary Alvarado | MUD                        |
| Rebeca Pérez     | MUD                        |
| Leiniker Pérez   | MUD                        |
| Pablo Escobar    | MUD                        |
| Manuel Díaz      | MUD                        |
| Eiver Pérez      | MUD                        |
| Erika Sarmiento  | PSUV                       |
| Osvaldo Mendoza  | PSUV                       |
| Zulida Pérez     | PSUV                       |

Período 2018 - 2021
| Concejales         | Partido político / Alianza |
| ------------------ | -------------------------- |
| Zuleima Vegas      | PSUV                       |
| Yohander Rodríguez | PSUV                       |
| Marina Godoy       | PSUV                       |
| Idalia Rodríguez   | PSUV                       |
| Carmen Silva       | PSUV                       |
| Osvaldo Mendoza    | PSUV                       |
| Leonel Rodríguez   | PSUV                       |
| Erika Sarmientos   | PSUV                       |
| Dionys Torrealba   | PSUV                       |

Período 2021 - 2025
| Concejales         | Partido político / Alianza |
| ------------------ | -------------------------- |
| Carlos Alburjas    | PSUV                       |
| Mariandreina Silva | PSUV                       |
| Zuleima Vegas      | PSUV                       |
| Isaias Colmenarez  | PSUV                       |
| Damaly Angulo      | PSUV                       |
| Yohander Rodríguez | PSUV                       |
| Yusmary Alvarado   | AP                         |
| Miguel Rojas       | AP                         |
| Wilmer Narváez     | UP                         |